# 2024년 하계 올림픽 스위스 선수단
2024년 하계 올림픽 스위스 선수단은 2024년 7월 26일부터 8월 11일까지 프랑스 파리에서 열리는 2024년 하계 올림픽에 참가한 올림픽 스위스 선수단이다.

## 출전 선수
| 종목           | 남자 | 여자 | 전체 |
| -------------- | ---- | ---- | ---- |
| 골프           | 1    | 2    | 3    |
| 근대5종        | 1    | 1    | 2    |
| 배구           | 0    | 4    | 4    |
| 배드민턴       | 1    | 1    | 2    |
| 사이클         | 7    | 11   | 18   |
| 사격           | 2    | 4    | 6    |
| 수영           | 7    | 1    | 8    |
| 스포츠클라이밍 | 1    | 0    | 1    |
| 승마           | 6    | 3    | 9    |
| 요트           | 4    | 3    | 7    |
| 육상           | 11   | 20   | 31   |
| 유도           | 2    | 1    | 3    |
| 조정           | 12   | 5    | 17   |
| 체조           | 5    | 1    | 6    |
| 카누           | 1    | 1    | 2    |
| 테니스         | 1    | 1    | 2    |
| 트라이애슬론   | 2    | 2    | 4    |
| 펜싱           | 1    | 1    | 2    |
| 전체           | 65   | 62   | 127  |

## 메달 집계
| 종목 | 1 | 2 | 3 | 합계 |
| 종목 | ' | ' | ' | '    |
| 종목 | ' | ' | ' | '    |
| 종목 | ' | ' | ' | '    |
| 합계 | ' | ' | ' | '    |

## 종목별 성적

### 골프
남자
- 요엘 기르바흐

여자
- 모르간 메트로
- 알바네 발렌수엘라

### 근대5종
남자
- 알렉상드르 달렌바흐

여자
- 아나 유르트

### 배구
여자 비치발리볼

### 배드민턴
남자
- 토비아스 퀸치

여자
- 예니라 슈타델만

### 사격
남자
여자
- 니나 크리스텐

### 사이클
남자
- 슈테판 비세거
- 슈테판 큉

여자

### 수영
남자
- 노에 폰티

여자

### 스포츠클라이밍
남자
- 사샤 레만

### 승마
- 안드리나 주터

### 요트
남자
여자
- 엘리아 콜롬보

### 유도
남자
- 닐스 슈툼프
- 다니엘 아이히

여자
- 빈타 은디아예

### 육상
남자
- 지몬 에하머

여자
- 앙겔리카 모저

### 조정
남자
- 안드린 굴리히
- 로만 로슬리

여자

### 체조
남자
- 루카 주벨리니
- 마테오 주벨리니

### 카누
남자
- 마르탱 두가르

여자
- 알레나 마르크스

### 테니스
남자
- 스타니슬라스 바브링카

여자
- 빅토리야 골루비치

### 트라이애슬론
남자 
- 막스 슈투더

여자
- 카티아 셰어

### 펜싱
남자
- 알렉시 바이아르

여자
- 파울리네 브루너

## 같이 보기
- 2020년 하계 올림픽